# 新上站
新上站（韓語：신상역）是朝鮮民主主義人民共和國咸鏡南道定平郡新上勞動者區的一個鐵路車站，属于平罗线。

## 邻近车站
平罗线
文峰站 - 新上站 - 富坪站